# 约瑟夫·博罗什
约瑟夫·博罗什（羅馬尼亞語：Iosif Boroș，1953年3月19日—），罗马尼亚男子手球运动员。他曾代表罗马尼亚国家队参加1980年和1984年夏季奥林匹克运动会手球比赛，获得二枚铜牌。